# エア・ローデシア827便撃墜事件
エア・ローデシア827便撃墜事件（エア・ローデシア827びんげきついじけん、英: Air Rhodesia Flight 827）は、1979年2月12日にハラレ国際空港を離陸した同便がジンバブエ人民革命軍の9K32 ストレラ-2地対空ミサイル（MANPADS）によって撃墜された事件である。

## 事件発生まで
敵対しているローデシア治安部隊の総司令官であるピーター・ウォールズ将軍が827便に搭乗しているという情報を入手したジンブバエ人民革命軍は、同便を9K32 ストレラ-2で撃墜することでウォールズ将軍を抹殺する計画を決行した。しかし、目的のウォールズ将軍と彼の妻は827便に乗り遅れていた。
その事実を知らない革命軍は827便に対し予定通りミサイルで攻撃し、損傷した827便はカリバ湖の東側で墜落した。この事件で乗客乗員59人全員が死亡した。
2023年現在、ローデシアおよびジンバブエでは最悪の航空事故である。

## 対策と報復
2度の事件後エア・ローデシアは赤外線シグネチャー対策として、機体の排気管に シュラウディングを追加し、光波ホーミング誘導式ミサイル対策として、機体を低放射能塗料で塗装した。
なおこの事件の約5ヶ月前にはエア・ローデシア825便撃墜事件が発生しており、ローデシア政府は革命軍側に対し報復攻撃を決定した。
そして1979年2月25日、ローデシア空軍は南アフリカ空軍の極秘支援を受け、ザンビアのリヴィングストン近郊の革命軍キャンプに対する攻撃（バニティー作戦)を開始した。